# 超自然调查防御署
超自然調查防禦署（英語：Bureau for Paranormal Research and Defense，簡稱B.P.R.D.或BPRD）是麥克·米格諾拉漫畫作品中的一個虛構機構，負責保護美國以至世界免受神秘主義，超自然等活動的侵害。幾位超能力者為此機構服務，其中包括地獄男爵。BPRD最早出現在地獄男爵的漫畫裡，但也為很多在B.P.R.D.名下的漫畫所用。

## 歷史
超自然調查防禦署（以下簡稱BPRD）由布魯姆教授在1944年年末建立，目的是為了對抗納粹德國暴露的一些神秘主義威脅。最初BPRD位於新墨西哥的軍事基地，與美國陸軍航空軍聯繫緊密，但隨後遷至康涅狄格州費爾菲爾德的一個現有機構裡。一直到現在，BPRD依舊與美國陸軍的一些分支有聯繫。這是一個由幾個國家政府資助(絕大多數經費來自美國和英國，儘管加拿大、日本、法國和意大利也曾資助)的私人機構。布魯姆教授曾是BPRD的領導者，直到1950末重新回到一線做調查工作。現任領導者是湯姆·曼寧。他讓機構增添了幾名新成員包括麗茲·雪曼，魚人亞伯。BPRD是一個受尊敬的、註明的機構，他與世界上大部分政府(除了CIA和中國政府)和美國政府機構有很好的合作關係。

## 成員

### 現任超自然成員
- 地獄怪客

在主篇故事中與變成龍族的妮妙(Nimue)同歸於盡，之後在B.P.R.D：The Devil You Know （页面存档备份，存于）中借用Roger的身體復活，在最終戰中與妖僧同歸於盡，之後其靈魂和獵巫人Edward Grey跑去阻止Osiris Club成員利用石手來奴役新世界，再取回石手並滅掉Osiris Club全數的成員之後，疑似肉身也復原，再遇赫卡蒂同時發現麗茲仍在已荒廢的地球大地上徘徊，為了讓麗茲解脫，他說服麗茲完全釋放自己的力量，把地表上所有剩下的一切都燒毀了，再確定人類成功倖存到地底世界並重建文明之後，他也已經沒有什麼留戀了，便進入赫卡蒂的鐵處女迎接最終的死亡，他的血從鐵處女流出成為重建新世界的一部份。
- 魚人亞伯

在B.P.R.D：The Devil You Know （页面存档备份，存于）中回歸，在最終戰被妖僧殺死，但屍體在海中釋放大量的魚人之卵，這些魚人成為新世界的新人類。
- 麗茲·雪曼
- 羅傑 (Hellboy)（英语：Roger (Hellboy)）

在B.P.R.D:蛙族瘟疫中被黑焰殺死
- 瓊安·克勞斯（英语：Johann Krauss），通靈者

與潘雅和菲尼克斯不同，瓊安在招魂術方面遠超於其他靈媒，甚至能賦予靈魂短暫的物理型態(煙霧型態)，在B.P.R.D:人間地獄 （页面存档备份，存于）的最後一章中犧牲自身靈魂消滅其中一隻Ogdru Jahad
- 班·達米歐少校（英语：Ben Daimio），外勤特務，獸化人

曾經在一次任務中死去並意外中了獸化詛咒而復活，臉上有著駭人的傷口，私下隱瞞著獸化詛咒的事情，認為自己可以抑制，在任務中時常擔任領隊，但由於軍人背景和行事作風，常與麗茲這些超自然成員的關係緊張，但與人造人羅傑和魚人亞伯的關係最好，而他的行為也影響著羅傑，在羅傑死後，也因為自責曾決定私下辭職但最後被說服留下，由於其生前的祖母是Crimson Lotus的人，他一直以此為恥，在B.P.R.D:殺戮戰場一集中失控暴走並意外與瓊安結下樑子，失踪一段時間，之後在B.P.R.D:人間地獄中，由於無法再控制自身變形詛咒，迫使溫迪哥與變成豹人的他打鬥，最後被殺死，不知靈魂是否有轉移至溫迪哥身上，直到完結篇依舊生死不明。
- Sidney Leach(下落不明)
- 潘雅(Panya), 不死的木乃伊，通靈者

在B.P.R.D:人間地獄的最後一章中，因為對現世毫無任何留戀，打算獨自留在基地等死，凱特也決定留下來陪她，最後跟著基地被炸毀。
- Mr. Garret Omatta，外勤特務，通靈者
- 泰德·霍華德 （页面存档备份，存于），外勤特務

疑似是史前酋長Gall Dennar （页面存档备份，存于）的轉世，拿著許珀耳玻瑞亞 （页面存档备份，存于）古劍的戰士，不只能以肉身與邪神的眷屬肉搏，同時能免疫眷屬產生的異變氣體。在BPRD缺少地獄怪客、亞伯的情況下，成為了重要的戰鬥人員之一，曾多次在戰鬥中成功幫隊友擺脫近乎不可能的困境，也讓不少BPRD特務對他產生崇拜，由於繼承Gall Dennar的記憶，學會了古人類的語言和知識，成為日後BPRD能成功打敗黑焰的重要人物之一。在完結篇中確認與麗茲成為情侶，之後最終戰中與麗茲死別，負責保護BPRD殘部和市民前往卡文迪許大廳附近的洞穴，之後在這過程中為了掩護眾人而戰死，但也讓菲尼克斯等人成功逃到地下世界。
- Fenix Espejo，通靈者

少數幾位成功逃到地底世界的BPRD成員。

### 地獄怪客和B.P.R.D故事系列的成員
- 阿奇·穆拉羅（Archibald Muraro），外勤特務

地獄怪客年幼時，關係最要好的人類朋友，在養父布魯姆教授因為忙於工作時，會過去陪他一起玩耍，曾有次看到地獄怪客因為有角無法戴帽子的事情而大笑，意外傷了對方的心，但也促使地獄怪客決定鋸斷自己的角，而他的對話習慣和抽菸嗜好也無意間影響年幼的地獄怪客。
- 蘇珊·項（Susan Xiang），通靈者，外勤特務

華裔美國人，具有通靈能力可以看到過去和部分未來的景象，經由碰觸物體(不論人或事物)就能感知到景象，在一次任務中得到一把三叉戟法器，可以藉此看到更遠的未來，在Hellboy and B.P.R.D : 1956的某次任務中得知瓦爾瓦拉的存在，在跟教授對談時，也因為對方刻意避開話題而起疑，於是決定利用三叉戟並意外預見Hell on Earth和The Devil You Know的未來景象，同時也知道瓦爾瓦拉體內藏著惡魔，並對布魯姆教授刻意隱瞞瓦爾瓦拉的事情而不滿，之後疑似因為過度使用三叉戟的力量而產生副作用，一部份頭髮變白。
- 雅各布·斯特格納（Jacob Stegner），外勤特務(死亡)

### 人類成員
- 湯姆·曼寧，領導者(死亡)
- 凱特·克里根，超自然成員聯絡者(死亡)
- 布魯姆教授，前任領導者(死亡)
- 霍華德·伊頓博士，神秘學專家，布魯姆教授助手(死亡)
- Dr. O'Donnell,神秘學專家
- Andrew Devon,外勤特工(死亡)
- Bud Waller,外勤特工(死亡)
- Mr. Clark,外勤特工(死亡)
- Agent Van Fleet,外勤特工，前海豹突擊隊成員(死亡)
- Agent Hampton,外勤特工(死亡)
- Agent Pratt,外勤特工(死亡)